# 殯儀館

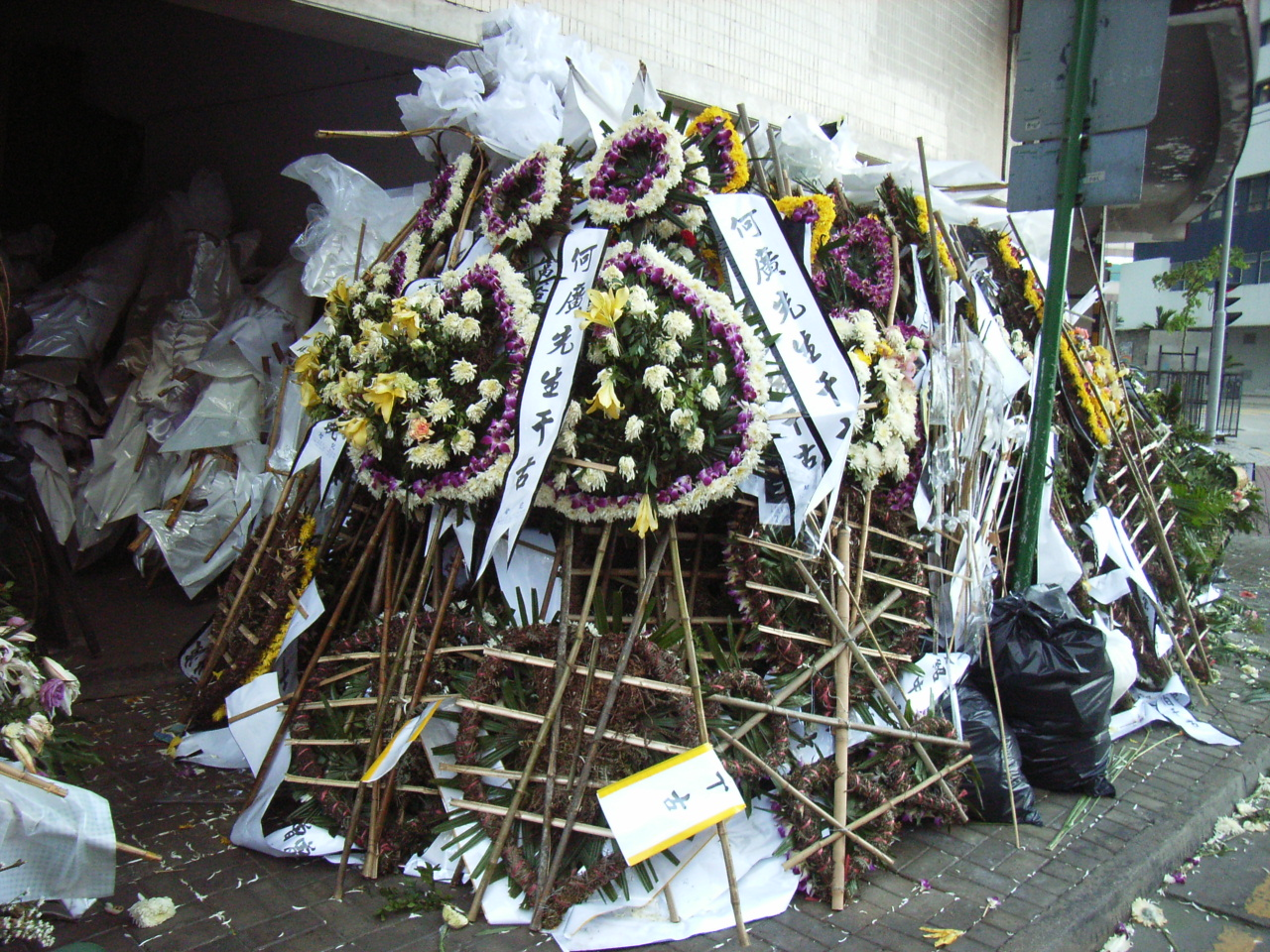
花圈

殯儀館（funeral home、funeral parlor、mortuary），專門舉行喪禮的場地。部份殯儀館還會提供相關的入殮服務，例如訂購棺材、陪葬品或紙紮、安排下葬或火化，整理遺體、為去世者化妝等等。殯儀館內的設備包括有各大小不一的靈堂、休息室、等等。

## 中國大陸的殯儀館
- 上海萬國殯儀館、龙华殡仪馆、宝兴殡仪馆
- 北京八宝山革命公墓
- 深圳沙灣殯儀館
- 武汉玉笋山殡仪馆

## 香港的殯儀館
- 香港殯儀館
- 九龍殯儀館
- 世界殯儀館
- 萬國殯儀館
- 鑽石山殯儀館
- 寶福紀念館
- 紅磡市立殯儀館
  - 永恆殯儀館（2002年2月1日—2007年1月31日）
  - 世盛殯儀館（2007年3月1日—2012年2月29日）
  - 福澤殯儀館（2012年4月1日—2017年3月28日）
  - 寰宇殯儀館（2019年3月20日—2029年）

## 澳門的殯儀館
- 鏡湖殯儀館
- 天主教殯儀館

## 馬來西亞的殯儀館
- 吉隆坡廣東義山羽化苑：提供租借殯儀館服務，有普通與冷氣殯儀館可選。

## 印尼的殯儀館
- 雅加達第一殯儀館
- 雅加達天堂殯儀館
- 山口洋天堂殯儀館
- 三發殯儀館

## 台灣的殯儀館
台灣的殯儀館是家屬為往生者舉辦告別式（早期稱喪禮）的地方。殯儀館的規模大小不同所提供給往生者和往生者家屬的服務也不同，典型的殯儀館內有冰櫃、遺體化妝室、火葬場、燒銀紙或庫錢的地方、家屬休息室、家屬用餐區與廁所。
- 臺北市第一殯儀館：沒有火化場，大部份遺體載到台北市第二殯儀館火化。
- 臺北市第二殯儀館
- 新北市立殯儀館：沒有火化場，大部份遺體載到三峽火化場火化。屬於新北市政府殯葬管理處管轄，該管理處另轄三峽火化場、及18座納骨塔。
- 極樂殯儀館
- 台中殯儀館
- 台中大甲殯儀館
- 彰化殯儀館
- 高雄市立殯儀館
- 高雄市立第二殯儀館仁武分館
- 高雄市立第二殯儀館橋頭分館：沒有火化場
- 澎湖 菊島福園 殯儀館
- 金門 仙洲福園 殯儀館
- 台北市葬儀堂
- 田町齋場

## 日本的殯儀館
- 青山葬儀所（日语：青山葬儀所）

## 越南的殯儀館
- 河內市：越南國家殯儀館

## 參閱
- 長生店
- 殮房
- 骨灰盒